# Nasrollah Seifpur Fatemi
Nasrollah Seifpur Fatemi (em persa نصرالله سیف‌پور فاطمی; Na'in, 1909 - Nova Iorque, 23 de Março de 1990) foi um jornalista, político, intelectual e académico iraniano.

## Biografia
Seifpur Fatemi nasceu a 16 de Junho de 1909 em Na'in, cidade da província de Ispaão, no Irão, filho do clérigo Seyyed Ali Mohammad Naini (a quem o Xá Mozafaradim Cajar havia atribuído o título de Seyf Ol-Olama, "espada dos eruditos"), no seio de uma família da nobreza terratenente do Na'in. Na cidade de Ispaão frequentou o Stuart Memorial College, a mais antiga instituição britânica de ensino estabelecida no Irão, onde após concluir os seus estudos foi também professor. Foi durante este período que traduziu para o Persa parte da obra do orientalista britânico Edward Granville Browne, A Literary History of Persia.

## Carreira pública
Tendo começado a sua carreira pública em 1933 como proprietário e editor da influente revista literária e de cultura Bakhtar, Seifpur Fatemi foi presidente da Câmara de Xiraz (1939-41) e governador da província de Fars (1941-43) antes de se candidatar e ser eleito deputado ao parlamento (Majles) iraniano em 1943.
No pós-guerra partiu para os Estados Unidos onde ingressou na Universidade Columbia e se doutorou na The New School for Social Research em Nova Iorque. De 1950 a 1955 foi docente na Universidade de Princeton. Durante a mesma época representou o Irão nas Nações Unidas de 1952 até à queda do governo de Mosadegh em Agosto de 1953. Na sequência da instauração da ditadura do Xá Mohammad Reza Pahlavi e da execução, às ordens do Xá, do seu irmão Hossein Fatemi, Ministro dos Negócios Estrangeiros de Mosadegh, Seifpur Fatemi exilou-se nos Estados Unidos, nunca tendo voltado a pisar a sua terra natal.
Foi um dos primeiros iranianos a deter uma posição permanente de Professor universitário nos Estados Unidos em 1955, sendo nomeado Director do Departamento de Ciências Sociais da Universidade Fairleigh Dickinson em 1960 e Dean da Graduate School da mesma universidade de 1965 a 1971. Jubilou-se em 1981. De entre as suas obras destaca-se Oil Diplomacy: Powderkeg in Iran (New York, 1954) que descreve em detalhe a competição entre o Reino Unido e a União Soviética pelo petróleo iraniano.
Morreu a 23 de Março de 1990 em Nova Iorque, tendo o seu elogio fúnebre sido feito pelo então Senador Joe Biden, actual presidente dos Estados Unidos.

## Obras
Diplomatic History of Persia, 1917-1923: Anglo-Russian Power Politics in Iran (New York, 1952).
Oil Diplomacy: Powderkeg in Iran (New York, 1954).
The Dollar Crisis: The United States Balance of Payments and Dollar Stability (New York, 1964).
Multinational Corporations: Problems and Prospects (New Jersey, 1975).
Sufism: Message of Brotherhood, Harmony and Hope (South Brunswick, N.J., 1976).
Love, Beauty and Harmony in Sufism (South Brunswick, N.J., 1978).
While the United States Slept (New York, 1982).
Āʾina-ye ʿebrat: Khāṭerāt o ruydādhā-ye tārikh-e moʿāsher-e Irān (Mirror of hard lessons: Memoires or the chronicle of current events in Iran), 3 vols. (London, 1989 and 1991 & New Jersey, 2010).